# Església de Sant Miquel i Sant Sebastià
L'Església Parroquial de Sant Miquel i Sant Sebastià, també coneguda com a Antic Convent de Sant Francesc de Paula, és un edifici neoclàssic situat al número 97 del carrer de Quart, a València. Està declarada com Bé d'Interés Cultural.

## Història
L'actual església parroquial de Sant Miquel i Sant Sebastià és l'únic vestigi de l'antic convent dels Mínims de San Francesc de Paula. Constitueix, junt amb l'església de Sant Tomàs (construïda pràcticament al mateix temps) l'exemple més reeixit del barroc novator valencià, model d'italianisme on s'enllaça la tradició vignolesca i la monumentalitat espacial del barroc romà. El decorativisme vernacle queda en un segon pla, quan havia sigut protagonista indiscutible del quefer arquitectònic en les dècades anteriors, en el marc de la ja aleshores denominada arquitectura moderna, definida per l'estudi i aplicació de la geometria i les matemàtiques. Categories científiques aquestes, que seran aplicades a l'exercici de l'arquitectura per un selecte cercle de novatores, on participarà Josep Cardona i Pertusa, tracista del temple i de gran part de les antigues dependències conventuals.
Josep Cardona i Pertusa (1672-1732) fou cavaller profés i procurador general dels Ordes de Santa Maria de Montesa i Sant Jordi d'Alfama i és un exemple de noble i arquitecte amb el sentit d'art liberal que adquireix l'exercici de l'arquitectura a partir del primer quart del segle xviii. La seua afició a l'arquitectura, com ell mateix senyala, és una derivació del seu ampli coneixement de les disciplines científiques, com fou el cas de Zaragoza, Corachán o Tosca. Això no obstant, la personalitat de Cardona és més complexa, ja que també fou gravador, traductor del francés d'una biografia de Richelieu, activista polític discret i home amb una ampla cultura universal. A més de l'església que ens ocupa, Cardona i Pertusa és autor també de la sagristia de l'església de Sant Martí de València, de la qual només es conserven els murs exteriors; del projecte de l'obra de pedra picada de l'església de Santa Maria d'Oliva (1726) i de la petita ermita de la Mare de Déu dels Desemparats situada en una masia de la seua propietat al Pla de Quart.
La construcció del temple es va iniciar amb tota solemnitat el 7 de setembre de l'any 1726 i s'acabaren tretze anys després, el 29 de setembre del 1739, data en la qual es realitzà la translació del Santíssim. Del seu llarg procés constructiu, pagat amb almoines, censos i obres pies, es feu càrrec el mestre d'obres José Padilla, amb una sòlida experiència en nombroses obres de l'època. La mort de Padilla el 10 de desembre de 1728, amb les obres en els seus inicis, farà que la direcció de la construcció siga assumida pel seu parent Jaime Padilla, mestre d'obres també i a qui es deu la major part de la construcció de l'església.
La seua fàbrica suposa un ric exercici de concreció espacial del classicisme, en el si d'una cultura arquitectònica àvida de novetats d'escala i compàs, que mira no només a l'edat antiga, sinó sobretot als grans mestres del Renaixement i el Barroc, els tractats dels quals eren estudiats amb admiració. Fet que no és gratuït en un edifici que s'allunya conscientment de la tradició local, tant per afirmar la gramàtica dels ordres, com per la moderació amb què són utilitzats els recursos decoratius, lluny dels antics emmascaraments orgànics, que prompte tornarien a estar en voga.
Amb la desamortització el convent, encara que s'utilitzà durant alguns anys per a diferents usos, fou enderrocat. Així mateix, l'església (situada en ple eixample) també va estar a punt de ser enderrocada, però se salvà gràcies a l'informe de 1844 fet per l'Acadèmia de Sant Carles, en el qual es valoren els aspectes acadèmics de l'edifici i sobretot de les capelles de Sant Francesc de Paula i del beat Gaspar Bono. L'any 1902 l'església fou consagrada com a parròquia amb el títol de Sant Miquel i Sant Sebastià. Fou declarada Monument Artístic Nacional el 1981.

## Arquitectura

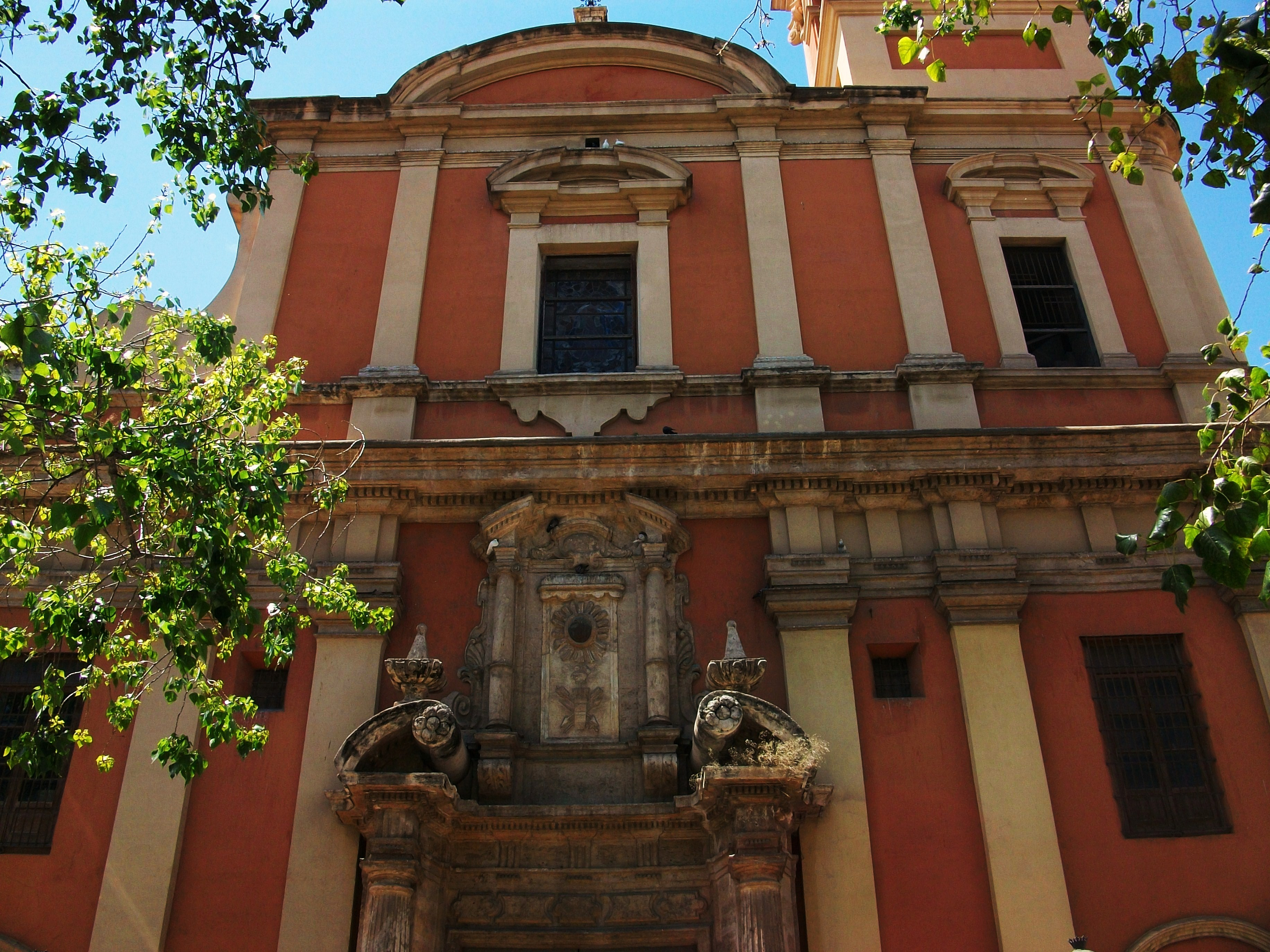
Façana

La façana reflecteix a l'exterior l'ordenació interior de l'església i combina intencionadament elements barrocs i classicistes. S'estructura en dos cossos de diferent alçada connectats originalment per dues volutes, ja que en un principi no tenia el campanar. No se segueix una composició rigorosa dels ordres arquitectònics, com passa a l'església de Sant Tomàs, com es pot observar en l'apilastrat dòric del primer cos, que perd aquest tret en el segon, arribant a prescindir del capitell de les pilastres. Aquest classicisme desornamentat conserva elements barrocs com ara els ressalts de la cornisa del segon cos, les volutes d'enllaç o la placa retallada de la finestra. La portada s'erigeix com a contrapunt a la resta de la façana, amb un to més barroc i de carreus, es projecta del plànol del mur amb una porta de llinda flanquejada per dues columnes dòriques que recolzen en un alt basament. Aquest primer cos es remata amb un frontó corb partit amb pinacles sobre cada fragment; del centre neix el segon cos que té un relleu amb un símbol eucarístic també flanquejat per dues columnes dòriques i rematat per un altre frontó partit de menors dimensions.
El campanar dissenyat per Cardona i Pertusa s'ubicava a l'extrem oposat de l'actual sense interferir en la façana, tal com passa a la torre de l'església de l'Oratori de Sant Felip Neri. En el projecte el campanar es feia de pedra picada, però pel seu gran cost s'abandonà només haver principiat l'obra. Sabem per Orellana, qui va veure la traça conservada a l'església que tenia «forma quadrucular i per cada cantó pujava una columna redona fins al primer cos del remat», semblant potser al segon cos del campanar de Sant'Andrea delle Fratte de Roma, ca. 1653.
El campanar que existeix substitueix a un d'anterior emplaçat en el mateix lloc, és obra de Carlos Carbonell. El projecte és de 1906 en estil modernista que fou moderat en la seua execució.

### Interior

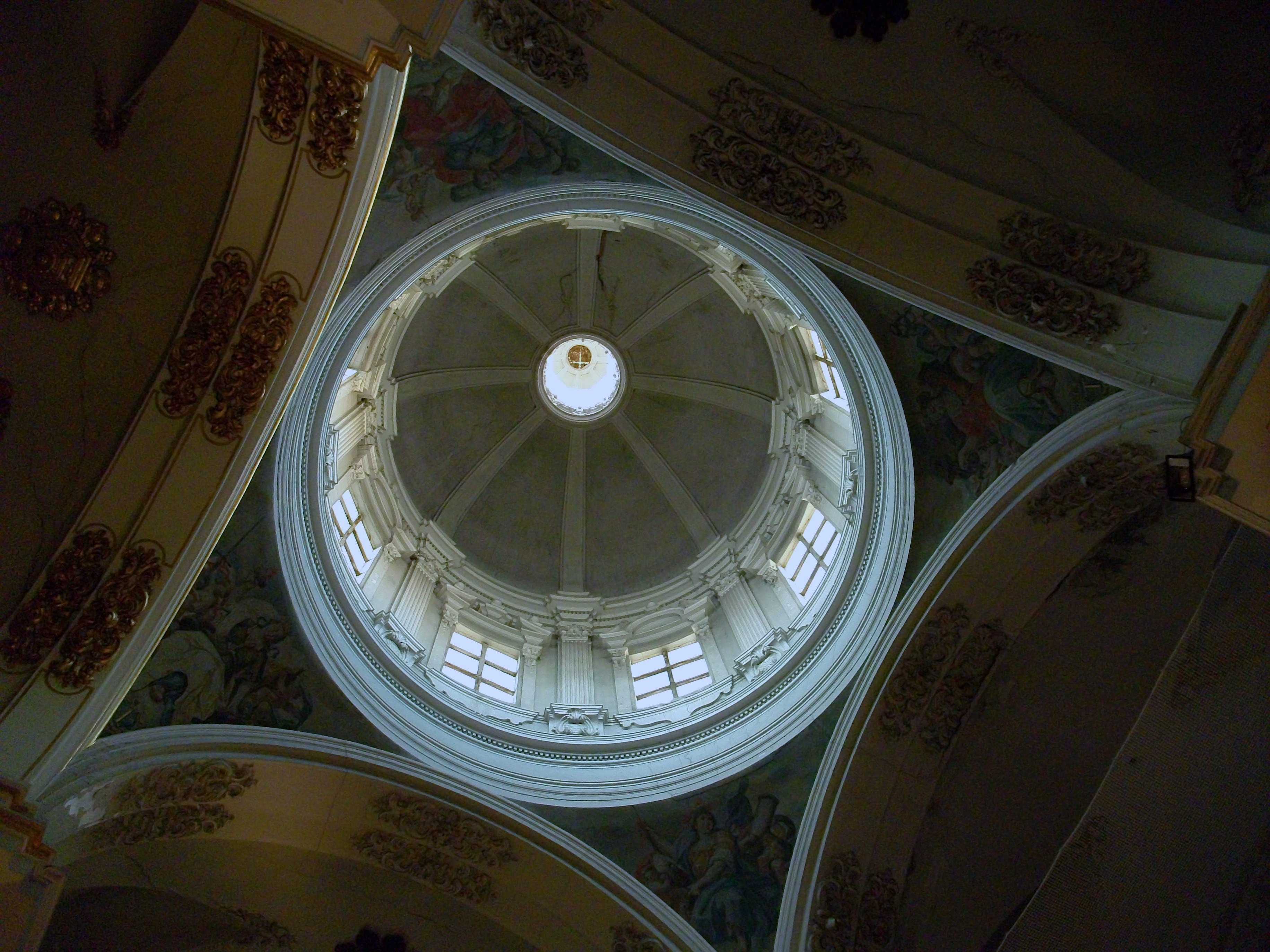
Interior de la cúpula

L'interior de l'església respon al model jesuític de les esglésies romanes del Gesù i Sant Ignasi, sobretot d'aquesta última, divulgada pel tractat de Pozzo. Té planta de creu llatina amb una capçalera semicircular i destacada integració espacial, amb una disposició contrarreformista de capelles claustrals comunicades, amb un major desenvolupament que a l'església de sant Tomàs que s'havia d'encabir en un espai menor ja delimitat.
La nau té quatre trams, amb capelles laterals entre els contraforts, sis d'elles cobertes amb cúpules de mitja taronja sobre petxines i les dues restants situades als peus del temple es cobreixen amb una volta rebaixada amb llunetes, ja que el cor estava enfront d'elles. Malauradament aquest tram del cor ha sigut destruït en dates recents i només es conserva l'espai que es prolonga sobre el pòrtic, amb sengles dependències laterals, les portes d'accés de les quals resten cegades.
L'alçat del temple s'articula amb un rigorós ordre corinti de plàstica vigorosa, amb pilastres de gran empenta ascensional recolzades sobre grans pedestals. Aquesta inclinació a la verticalitat es complementa amb les embocadures de les capelles pel fet que els seus arcs de mig punt sobre impostes abasten el màxim radi de llum, fregant quasi les pilastres que el flanquegen i la línia de l'arquitrau. Aquesta empenta està compensada per l'entaulament amb rebanc i ressalt a l'altura de les pilastres, trets que accentuen encara més l'articulació colossal de l'interior del temple.
Sobre el presbiteri i el creuer s'obrien tribunes que s'han cegat, en una disposició vignolesca tradicional en l'arquitectura conventual.
La nau i el creuer es cobreix amb una volta de canó amb llunetes feta amb la tècnica de rajola de pla i reforçada per arcs faixons. Sobre el creuer s'alça la cúpula recolzada sobre petxines amb una alt tambor octogonal i casquet peraltat cobert amb teules vidriades blaves a l'exterior, tot rematat amb una esvelta llanterna. El cos de llums del tambor a l'exterior presenta finestres clàssiques amb alternança de frontons corbs i rectes, corona l'anell un entaulament corinti. L'ordenació interior de la cúpula, però, contrasta amb l'exterior, fruit d'un llenguatge heterogeni on es combinen frontons partits, boles de tipus serlià i una talla bigarrada.
La sagristia és de planta centralitzada coberta amb cúpula octogonal, un espai semblant al de les capelles de la Comunió. Destaca per la seua decoració, feta a colps de talla i una arquitectura moderadament barroca. Al seu interior conserva un aiguamans de talla marmòria i una sepultura de tipus genovés de principis del segle xvii. També conserva una col·lecció de casulles procedents de l'antiga església de Sant Miquel. El transagrari ha desaparegut, com també ha passat amb la portada del convent que donava al carrer de Quart i que fou traslladada a l'església de Santa Caterina de Siena al barri dels Orriols.

#### Capella de sant Francesc de Paula

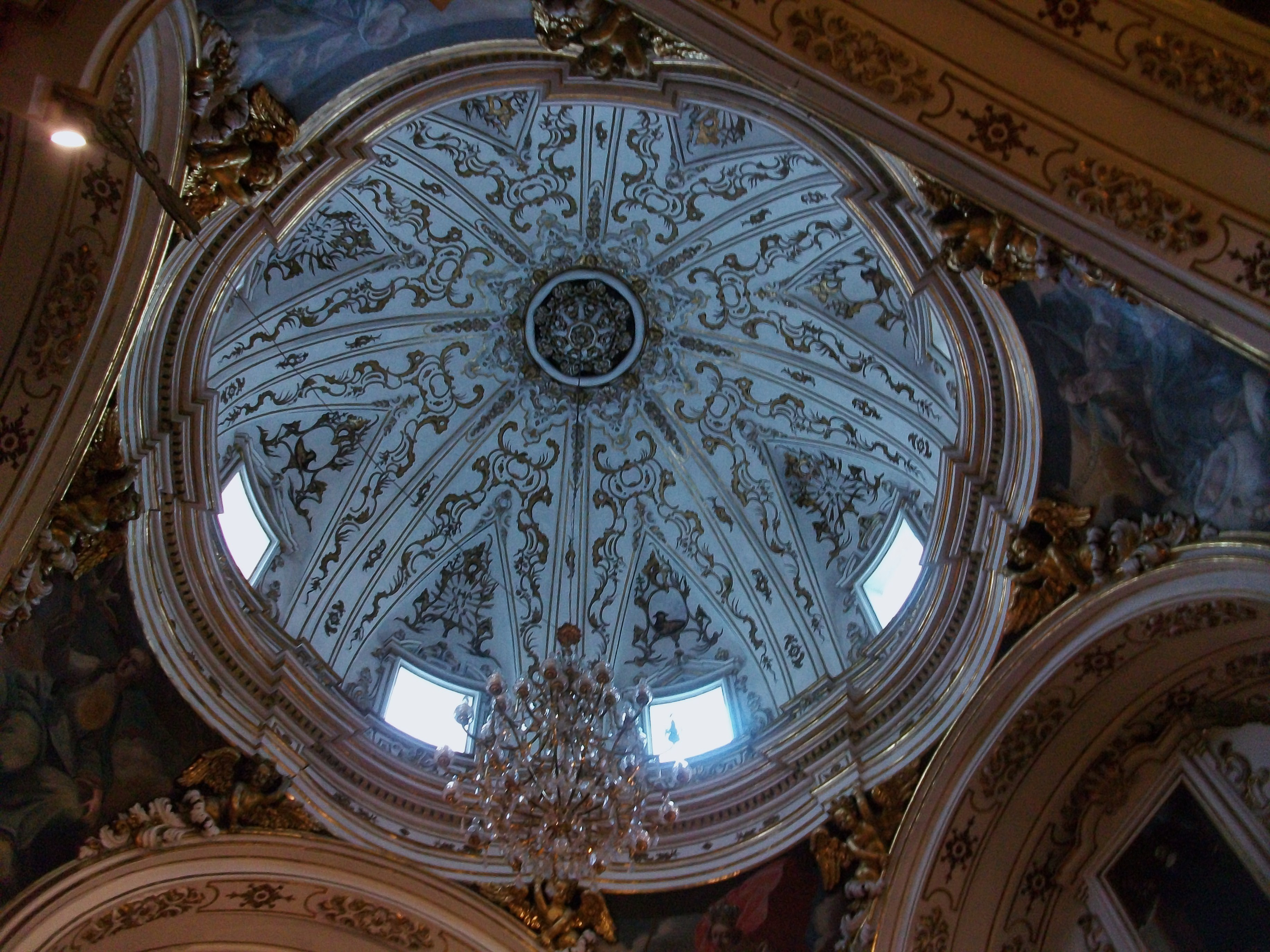
Cúpula de la capella de sant Francesc de Paula

La capella dedicada a sant Francesc de Paula és a l'extrem del creuer corresponent al costat de l'evangeli. Es construí poc després d'acabar-se l'església, és de planta de creu grega amb un escàs desenvolupament amb els angles torals còncaus i coberta amb una cúpula amb llunetes d'anell lleugerament lobulat. Els pilars aixamfranats, les petxines trapezoidals i l'anell lleugerament lobulat de la cúpula suposen una novetat en la manera d'articular l'espai, acostant-se a les maneres d'un barroc més cosmopolita i no tan autòcton.
El retaule, atribuït per Orellana a l'escultor Jaime Molins, es compon per dues columnes aparellades a cada costat d'ordre corinti d'estuc i un remat escultòric. Està presidit per una taula que representa a sant Francesc de Paula, obra de Vicent Macip. La pintura mural de la capella és obra de José Llàcer, signada i datada el 1744, amb amplis escorços i perspectives forçades de gran qualitat.

#### Capella del Beat Gaspar Bono
Aquesta capella també està situada al costat de l'Evangeli i és obra de l'arquitecte acadèmic Joaquim Martínez (1750-1813), construïda a partir de l'any 1786.
És de planta circular coberta amb una cúpula amb un cambril adossat. La cúpula està sostinguda pels murs, recreant així les rotondes de l'antiguitat clàssica, com ja s'havia fet anteriorment en altres edificis, per exemple a l'església de les Escoles Pies (1767-1773).
La capella està ordenada per un ordre dòric i destaca per la riquesa dels marbres, estucs i roleus daurats que fan d'aquest panteó un espai solemne.
La cúpula rematada per una llanterna s'alça sobre un tambor decorat amb una alternança d'òculs i medallons. A l'intradós de la cúpula, entre filades de cassetons, hi ha quatre panells trapezoidals amb pintures al temple atribuïdes a José Camarón, o a Mariano Salvador Maella, autor també del bocaport de l'antic retaule, conservat actualment al Museu de Belles Arts.
El cambril on es trobaven les deixalles de Gaspar Bono ha estat destruït, trencant amb la concepció espacial de la capella. Aquesta disposició dels espais es pot observar en el disseny acadèmic de l'arquitecte Jose Ribelles de 1810. També el cegament de les finestres del tambor dona una aspecte ombrívol a la capella que no tenia originalment.

#### Decoració

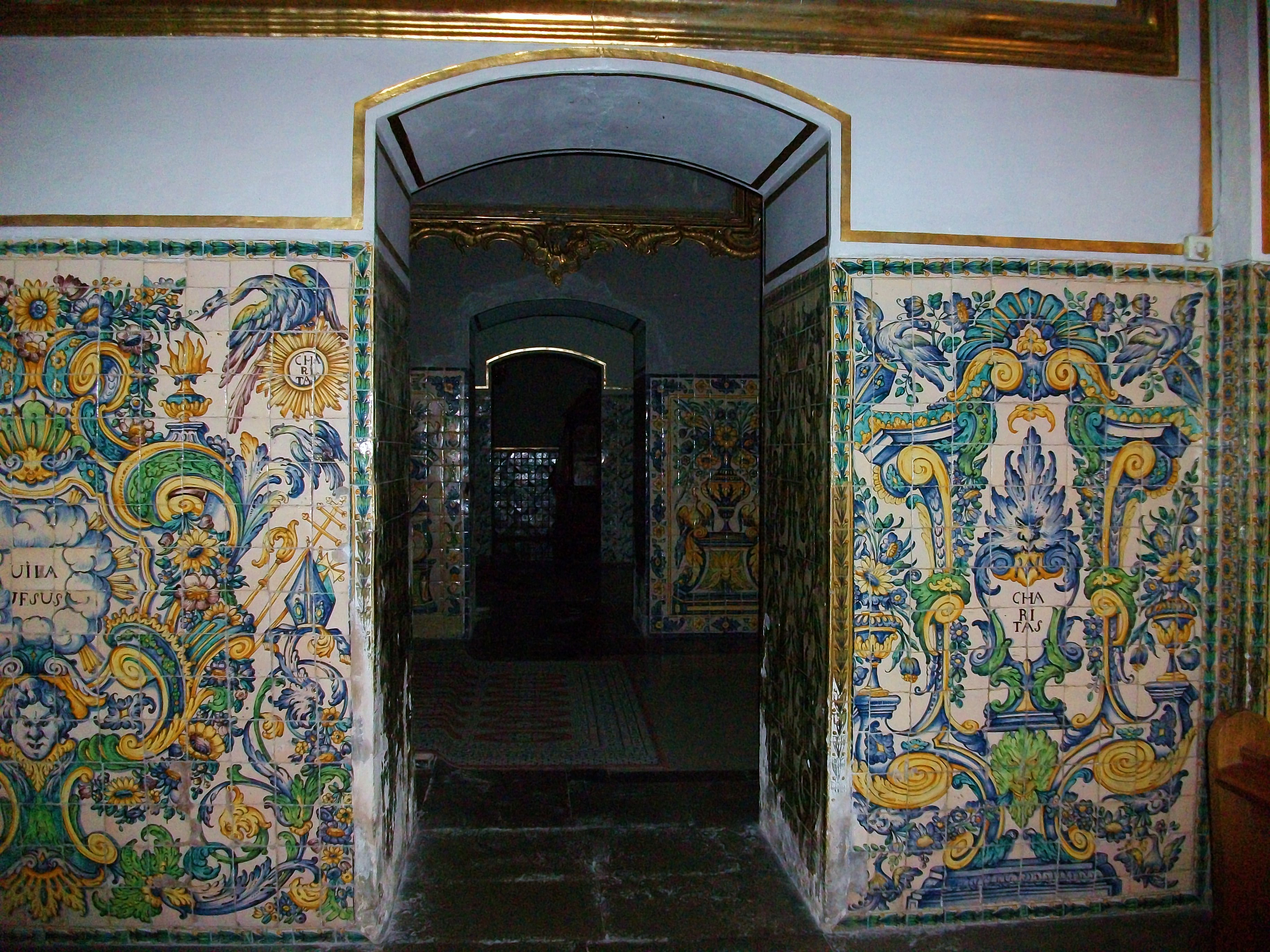
Sòcol ceràmic

Tota la decoració del temple interior s'ha vist afectada per la desamortització de 1835 i per la Guerra Civil, fets que priven l'església del seu aspecte original i del seu patrimoni moble. Han desaparegut els retaules, tribunes, òrgans, làmpades i pintures, la decoració primitiva només s'observa en la talla de l'intradós dels arcs i embocadures de finestres de formes proporcionades i simètriques. La talla dels marcs dels antics llenços tenen un aspecte que indiquen que són posteriors, consisteixen en una bigarrada talla de rocalles asimètriques. El sòcol ceràmic policrom és l'únic element que indica el to decoratiu inicial de l'edifici, ja que fou realitzat expressament el 1742.
Pel que a les pintures que contenia (amb obres de Richarte, Parreu, Rosell, Vergara o Crespí), només se'n conserven les murals, i parcialment. Les de les petxines de la cúpula que s'alça sobre el creuer són obra de Josep Parreu (1694-1766) i representen les quatre virtuts cardinals.
La resta de les pintures es localitzen en les capelles properes al creuer i al cor, totes de la segona meitat del segle xviii. Són destacables els frescos de l'antiga capella dels francesos, atribuïdes a Josep Vergara, com també els tondos emmarcats per sinuoses talles daurades, semblants als de l'església de Sant Tomàs. Les pintures de la capella major són contemporànies obra de Joaquim Michavila.